# Los Arrayanes
Los Arrayanes és una entitat de població i un balneari de l'Uruguai, ubicat al sud-oest del departament de Río Negro. Té una població aproximada de 221 habitants segons les dades del cens del 2004.
Es troba 30 km al sud de la ciutat de Fray Bentos, sobre el límit amb el departament de Soriano i amb la seva capital, la ciutat de Mercedes.
| 1963 | 1975 | 1985 | 1996 | 2004 |
| ---- | ---- | ---- | ---- | ---- |
| 54   | 98   | 132  | 171  | 221  |